# Tshernovaia spirocaudicula
Tshernovaia spirocaudicula är en insektsart. Tshernovaia spirocaudicula ingår i släktet Tshernovaia och familjen långrörsbladlöss. Inga underarter finns listade i Catalogue of Life.